# Theodor Förster (Physikochemiker)
Theodor Förster (* 15. Mai 1910 in Frankfurt am Main; † 20. Mai 1974 in Stuttgart) war ein deutscher Physikochemiker. Ab 1951 war er ordentlicher Professor für Physikalische Chemie und Elektrochemie in Stuttgart.

## Leben
Theodor Förster besuchte in Frankfurt am Main die Klinger-Oberrealschule und die Universität, wo er 1933 promoviert wurde. 1933 trat er der SA und zum 1. Mai 1933 der NSDAP bei (Mitgliedsnummer 2.398.904). Es wird allerdings davon ausgegangen, dass dies aus reinen Opportunitätsgründen, nicht aus Überzeugung geschah.
Er war evangelisch, seit 1943 mit Martha Pauline Förster, geborene Schmölder, verheiratet und hatte mit ihr zwei Söhne. Er lebte in Stuttgart-Degerloch.

## Beruflicher Werdegang
Theodor Förster promovierte 1933 bei Erwin Madelung mit der Arbeit Zur Polarisation von Elektronen durch Reflexion an der Universität Frankfurt am Main zum Dr. phil. nat. Im selben Jahr wurde er Assistent in Posen. Nach seiner Habilitation wurde er 1940 Dozent in Leipzig. Im Anschluss an seine Forschungs- und Lehrtätigkeiten in Leipzig wurde er 1942 Ordinarius an der Reichsuniversität Posen. Von 1947 bis 1951 arbeitete er am damaligen Max-Planck-Institut für physikalische Chemie in Göttingen – ab 1948 als Abteilungsleiter. Im Jahr 1950 wurde er zum Wissenschaftlichen Mitglied der Max-Planck-Gesellschaft berufen und auch nach Übernahme einer ordentlichen Professur für Physikalische Chemie und Elektrochemie 1951 an der TH bzw. Universität Stuttgart war er bis zu seinem Tod Auswärtiges Wissenschaftliches Mitglied der Max-Planck-Gesellschaft. 1963 wurde er assoziiertes Mitglied der Internationalen Union für Reine und Physikalische Chemie. Ab 1964 war er zudem Honorarprofessor der LH bzw. Universität Hohenheim.
Seine Arbeitsgebiete waren insbesondere die Spektro- und Photochemie sowie organische Verbindungen. Zu seinen größten Leistungen zählt sein Beitrag zum Verständnis (1946) des Fluoreszenz-Resonanz-Energie-Transfers (Förster-Resonanzenergietransfer, FRET).
1972 erhielt er die Bunsen-Gedenkmünze der Deutschen Bunsengesellschaft für Physikalische Chemie sowie die Finsen-Medaille des Comité International de Photobiologie.
Nach Theodor Förster ist auch der Förster-Radius benannt. Die Fachgruppe Photochemie der Gesellschaft Deutscher Chemiker schreibt gemeinsam mit der Deutschen Bunsen-Gesellschaft für Physikalische Chemie alle zwei Jahre die Theodor-Förster-Gedächtnisvorlesung „für hervorragende Arbeiten auf dem Gebiet der Photochemie“ aus.

## Veröffentlichungen
- Fluoreszenz organischer Verbindungen. Vandenhoeck & Ruprecht, Göttingen 1951; Nachdruck, im Literaturverzeichnis ergänzt um spätere Veröffentlichungen des Autors, ebenda 1982, ISBN 3-525-42312-8.
- als Mitherausgeber: Zeitschrift für Physikalische Chemie. Neue Folge, 1954 ff.